# Генлоупен-Ейкерс (Делавер)
Генлоупен-Ейкерс (англ. Henlopen Acres) — місто (англ. town) в окрузі Сассекс штату Делавер США. Населення — 139 осіб (2020).

## Географія
Генлоупен-Ейкерс розташований за координатами 38°43′32″ пн. ш. 75°5′6″ зх. д. / 38.72556° пн. ш. 75.08500° зх. д. (38.725559, -75.084979).  За даними Бюро перепису населення США в 2010 році місто мало площу 0,66 км², уся площа — суходіл.

## Демографія
Згідно з переписом 2010 року, у місті мешкали 122 особи в 67 домогосподарствах у складі 41 родини. Густота населення становила 184 особи/км².  Було 195 помешкань (295/км²).
Расовий склад населення:
| - 96,7 % — білих - 2,5 % — чорних або афроамериканців - 0,8 % — азіатів - 0,0 % — осіб інших рас |

Частка іспаномовних становила 4,1 % від усіх жителів.
За віковим діапазоном населення розподілялося таким чином: 10,7 % — особи молодші 18 років, 37,7 % — особи у віці 18—64 років, 51,6 % — особи у віці 65 років та старші. Медіана віку мешканця становила 66,1 року. На 100 осіб жіночої статі у місті припадало 93,7 чоловіків;  на 100 жінок у віці від 18 років та старших — 101,9 чоловіків також старших 18 років.
Середній дохід на одне домашнє господарство  становив 221 832 долари США (медіана — 162 500), а середній дохід на одну сім'ю — 241 343 долари (медіана — 188 750). За межею бідності перебувало 5,1 % осіб, у тому числі 0,0 % дітей у віці до 18 років та 4,8 % осіб у віці 65 років та старших.
Цивільне працевлаштоване населення становило 52 особи. Основні галузі зайнятості: фінанси, страхування та нерухомість — 28,8 %, науковці, спеціалісти, менеджери — 19,2 %, освіта, охорона здоров'я та соціальна допомога — 11,5 %, транспорт — 9,6 %.